# Peripheria
Pour plus de détails, voir Fiche technique et Distribution.
Peripheria est un film d'animation français de court métrage réalisé par David Coquard-Dassault et sorti en 2015.

## Fiche technique
- Titre : Peripheria
- Réalisation : David Coquard-Dassault
- Scénario : David Coquard-Dassault et Patricia Valeix
- Animateur : Emmanuel Linderer, Florian Durand, Hervé Barberau, Jeanne-Sylvette Giraud, Nicolas Guilloteau, Manuel Raïs, Christophe Seux, Cyril Costa et Paul Szajner
- Montage : David Coquard-Dassault
- Musique : Christophe Heral
- Producteur : Nicolas Schmerkin et Thibault Ruby
- Production : Autour de minuit et Schmuby Productions
- Pays d'origine :  France
- Durée : 12 minutes 20
- Dates de sortie :
  -  Canada : 12 septembre 2015
  -  France : 13 juin 2016 (Festival international du film d'animation d'Annecy)

## Distinctions
Il remporte le prix du public et le prix André-Martin pour un court métrage à l'édition 2016 du festival international du film d'animation d'Annecy.